# Mohamed Ali Bouani
Mohamed Ali Bouani (ur. 1996) – tunezyjski zapaśnik walczący w stylu wolnym. Zajął szóste miejsce na mistrzostwach Afryki w 2019. Brązowy medalista mistrzostw arabskich w 2024 roku.